# Bosque County Courthouse
Pour les articles homonymes, voir Bosque.
La Bosque County Courthouse est un palais de justice américain situé à Meridian, au Texas. Recorded Texas Historic Landmark depuis 1965, elle est inscrite au Registre national des lieux historiques depuis le 13 avril 1977.